# Agrostis parva
Agrostis parva é uma espécie de gramínea do gênero Agrostis, pertencente à família Poaceae.